# Znětínské rybníky
Znětínské rybníky este o arie protejată (arie specială de conservare — SAC, sit de importanță comunitară — SCI) din Republica Cehă întinsă pe o suprafață de 52,58 ha, integral pe uscat.

## Localizare
Centrul sitului Znětínské rybníky este situat la coordonatele 49°27′42″N 15°55′32″E / 49.461667°N 15.925556°E.

## Înființare
Situl Znětínské rybníky a fost declarat sit de importanță comunitară în aprilie 2005 pentru a proteja 1 specie de plante și 1 specie de animale. Situl a fost protejat și ca arie specială de conservare în ianuarie 2017.

## Biodiversitate
Situată în ecoregiunea continentală, aria protejată conține 1 habitat natural: Ape stătătoare oligotrofe până la mezotrofe, cu vegetație de Littorelletea uniflorae și/sau de Isoëto-Nanojuncetea.
La baza desemnării sitului se află mai multe specii protejate:
- plante (1): Coleanthus subtilis
- amfibieni (1): buhai de baltă cu burta roșie (Bombina bombina)